# Металопрокатний завод у Шарджі
Металопрокатний завод у Шарджі – підприємство металургійної промисловості, яке працює у місті Шарджа (Об’єднані Арабські Емірати).
Прокатний майданчик у Шарджі створила заснована в 1992 році компанія Steelmould Sharjah, яка належить індійській групі Bramco. Завод використовує сортову заготовку для виробництва будівельної арматури та має річну потужність у 30 тисяч тон на рік. 